# Centroclisis infernalis
Centroclisis infernalis is een insect uit de familie van de mierenleeuwen (Myrmeleontidae), die tot de orde netvleugeligen (Neuroptera) behoort. 
Centroclisis infernalis is voor het eerst wetenschappelijk beschreven door Navás in 1912.